# Gösta Bernhard

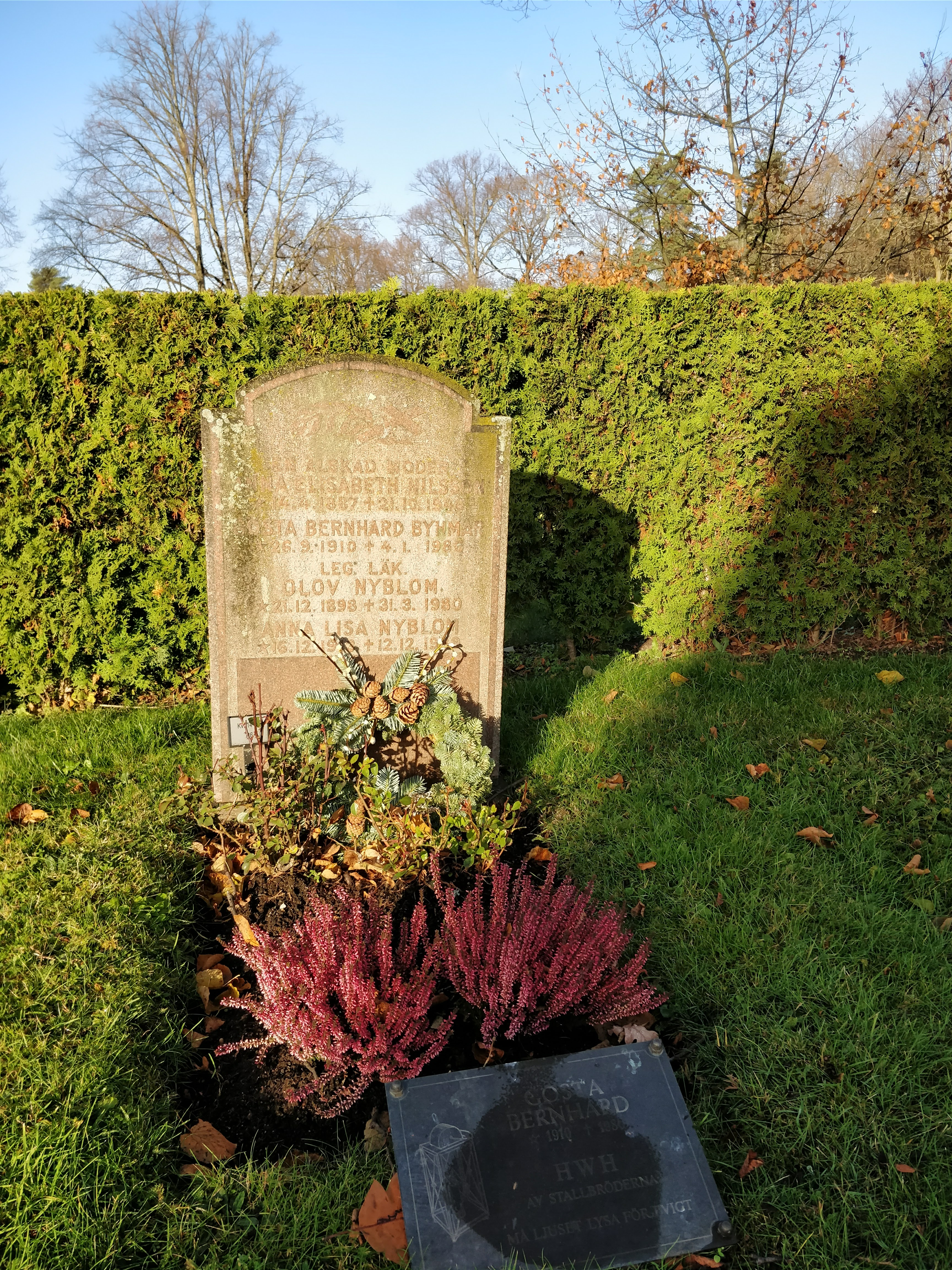
Gösta Bernhards gravvård på Norra begravningsplatsen, Solna.

Gösta Bernhard, egentligen Karl Gösta Bernhard Byhmar, ursprungligen Nilsson, född 26 september 1910 i Västervik, Kalmar län, död 4 januari 1986 i Kungsholms församling, Stockholm, var en svensk skådespelare, revyartist och komiker.

## Biografi
Gösta Bernhard kallades i unga år för Västerviks Karl Gerhard[källa behövs]. Han var en skicklig textförfattare och kom att svara för en mängd revyer. År 1930 flyttade han till Stockholm. Redan 1933 träffade han Stig Bergendorff, de två inledde ett samarbete, först med Bellevue-Fredhällsrevyn, som drevs av två idrottsklubbar, därefter i gemensam regi med de så kallade crazy-revyerna åren 1941–1963 på numera rivna Casinoteatern vid Bryggargatan i Stockholm. Till Casinorevyn knöt de revygruppen Tre Knas 1946, det vill säga Carl-Gustaf Lindstedt, Gunnar ”Knas” Lindkvist och Nils Ohlson, den senare ersatt av Curt ”Minimal” Åström, samt komikerparet ”Gus & Holger”, (Gus Dahlström och Holger Höglund). I revyn uppträdde tidvis också Iréne Söderblom, Kai Gullmar, John Elfström, Arne Källerud och Carl-Axel Elfving. Revyn turnerade även i folkparkerna 1944, 1950 och 1955–1961.  Åren 1973–1980 upplevde Casinorevyerna en renässans på Intiman, numera Wallmans Intiman, på Odengatan i Stockholm med flera av de gamla skådespelarna, Gus Dahlström, Gunnar ”Knas” Lindkvist, Carl-Gustaf Lindstedt och Gösta Krantz, ofta flankerade av Siv Ericks, Eva Bysing eller Anna Sundqvist. Till gänget anslöt sig också skådespelaren Mille Schmidt. Sista året turnerade Casinorevyn också i folkparkerna.[källa behövs]
Bernhard var även verksam på Lisebergsteatern i Göteborg där han sommartid spelade komedier som bland annat Gungstolen, Privatkiv och Det glada äpplet. Han turnerade med Riksteatern flera säsonger där han gjorde titelrollen i Jeppe på berget och mjölkhandlaren Tevje i Spelman på taket.[källa behövs] Den sistnämnda rollen hade först Frank Sundström engagerat honom att spela på Stockholms stadsteater, 1969.
Han medverkade i en mängd underhållningsprogram i radio, bland annat Schlagerfrågan, Enslingen Johannes och Dagens revy.[källa behövs]
En byst till hans minne restes i Västervik, vid båtsmansstugorna. På den kan inskriptionen ”Hemmet är ju som bekant inte alltid där man hänger sin hatt”, läsas.[källa behövs]
Han var en av initiativtagarna till Sällskapet Stallbröderna.[källa behövs]
Ledare för Blancheteatern 1955-1961.[källa behövs]
Tilldelades Teaterförbundets guldmedalj för "utomordentlig konstnärlig gärning" 1980.
Bernhard dog 1986 och begravdes den 30 januari samma år på Norra begravningsplatsen i Stockholm

### Privatliv
Gösta Bernhard var son till Anna Elisabeth Nilsson som drev ett bageri i Västervik. Han var 1940–1946 gift med Dagny Byhmar, född Glans (1913–1997), och 1947–1970 med skådespelaren Iréne Söderblom (1921-2023), med vilken han hade dottern Lillemor, född 1948. Gösta Bernhard avled 1986 efter en hjärtattack 27 december 1985.

## Filmografi i urval
- 1947 – 91:an Karlssons permis
- 1949 – Lattjo med Boccaccio
- 1950 – Stjärnsmäll i Frukostklubben
- 1951 – Spöke på semester
- 1951 – 91 Karlssons bravader
- 1951 – Det var en gång en sjöman
- 1952 – 69:an, sergeanten och jag
- 1952 – Drömsemester
- 1953 – Kungen av Dalarna
- 1953 – Alla tiders 91 Karlsson
- 1954 – Sju svarta "Be-Hå"
- 1954 – Hästhandlarens flickor
- 1954 – Aldrig med min kofot eller Drömtjuven
- 1955 – Karusellen i fjällen
- 1955 – Friarannonsen
- 1955 – Åsa-Nisse ordnar allt
- 1955 – 91 Karlsson rycker in
- 1955 – Paradiset
- 1955 – Far och flyg
- 1956 – Syndare i filmparadiset
- 1956 – Den tappre soldaten Jönsson
- 1957 – Enslingen Johannes
- 1958 – Flottans överman
- 1959 – Enslingen i blåsväder
- 1959 – 91:an Karlsson muckar (tror han)
- 1964 – Tre dar på luffen
- 1966 – Yngsjömordet
- 1972 – Skärgårdsflirt (TV-serie)
- 1975 – Kom till Casino
- 1981 – Lycka till! (TV-serie)
- 1985 – August Strindberg ett liv (TV-serie)

### Regi och filmmanus
- 1947 – 91:an Karlssons permis
- 1948 – Loffe som miljonär
- 1949 – Lattjo med Boccaccio
- 1950 – Stjärnsmäll i Frukostklubben
- 1951 – 91 Karlssons bravader
- 1951 – Spöke på semester (regi, manus)
- 1952 – Drömsemester (regi)
- 1953 – Kungen av Dalarna
- 1953 – Stjärnsmäll i Frukostklubben (regi, manus)
- 1954 – Aldrig med min kofot eller Drömtjuven
- 1955 – 91 Karlsson rycker in (manus)
- 1955 – Far och flyg (regi, manus)
- 1956 – Syndare i filmparadiset (regi)
- 1957 – Enslingen Johannes
- 1959 – Enslingen i blåsväder
- 1975 – Kom till Casino (regi, manus)

### Filmmusik
- 1948 – Loffe som miljonär

## Teater

### Roller
| År   | Roll                                | Produktion                                                           | Regi                         | Teater                                              |
| ---- | ----------------------------------- | -------------------------------------------------------------------- | ---------------------------- | --------------------------------------------------- |
| 1941 | Medverkande                         | Hör oss, Klara, revy Stig Bergendorff och Gösta Bernhard             | Inga Hodell                  | Casinoteatern                                       |
| 1942 | Medverkande                         | Handen på hjärtat, revy Stig Bergendorff och Gösta Bernhard          | Inga Hodell                  | Casinoteatern                                       |
| 1942 | Medverkande                         | Så blev det vår igen, revy Stig Bergendorff och Gösta Bernhard       | Inga Hodell                  | Casinoteatern                                       |
| 1942 | Medverkande                         | Välj Klara!, revy Stig Bergendorff och Gösta Bernhard                | Inga Hodell                  | Casinoteatern                                       |
| 1943 | Medverkande                         | Sista skriket, revy Stig Bergendorff och Gösta Bernhard              | Inga Hodell                  | Casinoteatern                                       |
| 1944 | Medverkande                         | Tjugo svarta fötter, revy Stig Bergendorff och Gösta Bernhard        | Gösta Terserus               | Casinoteatern                                       |
| 1945 | Medverkande                         | Galopperande hickan, revy Stig Bergendorff och Gösta Bernhard        | Gösta Terserus               | Casinoteatern                                       |
| 1946 | Medverkande                         | Den ridderliga flugan, revy Stig Bergendorff och Gösta Bernhard      | Gösta Terserus               | Casinoteatern                                       |
| 1947 | Medverkande                         | Alltid pippi, revy Stig Bergendorff och Gösta Bernhard               | Gösta Terserus               | Casinoteatern                                       |
| 1948 | Medverkande                         | Oh, eller Olympiska hetsen, revy Stig Bergendorff och Gösta Bernhard | Gösta Terserus               | Casinoteatern                                       |
| 1950 | Medverkande                         | 25-öresrevyn, eller Hjälp, revy Stig Bergendorff och Gösta Bernhard  | Gösta Terserus               | Casinoteatern                                       |
| 1951 | Medverkande                         | Drömtolvan, revy Stig Bergendorff och Gösta Bernhard                 | Gösta Terserus               | Casinoteatern                                       |
| 1952 | Medverkande                         | Anderssons sagor, revy Stig Bergendorff och Gösta Bernhard           | Gösta Terserus               | Casinoteatern                                       |
| 1953 | Medverkande                         | Operation knätofs, revy Stig Bergendorff och Gösta Bernhard          | Gösta Bernhard               | Casinoteatern                                       |
| 1954 | Medverkande                         | Sista skriket 54, revy Stig Bergendorff och Gösta Bernhard           | Gösta Bernhard               | Casinoteatern                                       |
| 1956 | Medverkande                         | Pst!, revy Stig Bergendorff och Gösta Bernhard                       | Gösta Bernhard               | Blancheteatern                                      |
| 1957 | Adam                                | Klart annorlunda, revy Gösta Bernhard och Stig Bergendorff           | Gösta Bernhard               | Blancheteatern                                      |
| 1959 | Orfeus                              | Orfeus Nilsson, revy Gösta Bernhard och Stig Bergendorff             | Gösta Bernhard Olof Thunberg | Blancheteatern                                      |
| 1960 | Paul Delville                       | Äktenskapskarusellen Leslie Stevens                                  | Gustaf Molander              | Lisebergsteatern Senare flyttad till Blancheteatern |
| 1963 |                                     | Gungstolen Hasse Ekman                                               | Hasse Ekman                  | Lisebergsteatern                                    |
| 1964 | Percy                               | Harskramlan Charles Dyer                                             | Hasse Ekman                  | Lisebergsteatern                                    |
| 1964 | Michael                             | Himmelssängen Kai Normann Andersen och Poul Henningsen               | Herman Ahlsell               | ABC-teatern Senare flyttad till Lisebergsteatern    |
| 1966 | Medverkande                         | AHA, revy Gösta Bernhard och Stig Bergendorff                        | Bo Hermansson                | Lisebergsteatern                                    |
| 1969 | Sam Nash Jesse Kiplinger Roy Hubley | Plaza Hotel Neil Simon                                               | Bo Hermansson                | Lisebergsteatern                                    |
| 1969 | Tevje                               | Spelman på taket Sheldon Harnick, Joseph Stein och Jerry Bock        | Henny Mürer                  | Stockholms stadsteater                              |
| 1972 | Elyot                               | Privatkiv Noël Coward                                                | Sven Lindberg                | Lisebergsteatern                                    |
| 1972 |                                     | Jeppe på berget Ludvig Holberg                                       | Hans Bergström               | Riksteatern                                         |
| 1983 | Lloyd Dallas                        | Rampfeber Michael Frayn                                              | Per Gerhard                  | Vasateatern                                         |
| 1984 | Mr. Mushnik                         | En fasansfull affär Alan Menken och Howard Ashman                    | Bengt Blomgren               | Riksteatern                                         |

### Regi
| År   | Produktion                                                                         | Upphovsmän                                                                                      | Teater                                            |
| ---- | ---------------------------------------------------------------------------------- | ----------------------------------------------------------------------------------------------- | ------------------------------------------------- |
| 1953 | Operation knätofs, revy                                                            | Stig Bergendorff och Gösta Bernhard                                                             | Casinoteatern                                     |
| 1954 | Sista skriket 54, revy                                                             | Stig Bergendorff och Gösta Bernhard                                                             | Casinoteatern                                     |
| 1955 | C:55, revy                                                                         | Stig Bergendorff och Gösta Bernhard                                                             | Casinoteatern                                     |
| 1956 | Pst!, revy                                                                         | Stig Bergendorff och Gösta Bernhard                                                             | Blancheteatern                                    |
| 1956 | ABC-Revyn 1956                                                                     | Stig Bergendorff och Gösta Bernhard                                                             | Folkparksturné                                    |
| 1956 | Pippi, you know, revy                                                              | Stig Bergendorff och Gösta Bernhard                                                             | Casinoteatern                                     |
| 1957 | Klart annorlunda, revy                                                             | Gösta Bernhard och Stig Bergendorff                                                             | Blancheteatern                                    |
| 1957 | ABC-Revyn 1957                                                                     | Stig Bergendorff och Gösta Bernhard                                                             | Folkparksturné                                    |
| 1957 | Maria Gyckel-piga                                                                  | Stig Bergendorff och Gösta Bernhard                                                             | Casinoteatern                                     |
| 1958 | ABC-Revyn 1958                                                                     | Stig Bergendorff och Gösta Bernhard                                                             | Folkparksturné                                    |
| 1959 | Orfeus Nilsson, revy                                                               | Gösta Bernhard och Stig Bergendorff                                                             | Blancheteatern Regi tillsammans med Olof Thunberg |
| 1959 | Oh, revy                                                                           | Stig Bergendorff och Gösta Bernhard                                                             | Casinoteatern                                     |
| 1961 | Crazy på burk, revy                                                                | Stig Bergendorff och Gösta Bernhard                                                             | Casinoteatern                                     |
| 1961 | TV-revyn 16 tummar, revy                                                           | Stig Bergendorff och Gösta Bernhard                                                             | Casinoteatern Regi tillsammans med Sven Paddock   |
| 1965 | En kul grej hände på väg till Forum A Funny Thing Happened on the Way to the Forum | Stephen Sondheim, Burt Shevelove, Larry Gelbart Översättning Lennart Lagerwall och Caj Lundgren | Idéonteatern                                      |